# Skäktning (slaktmetod)

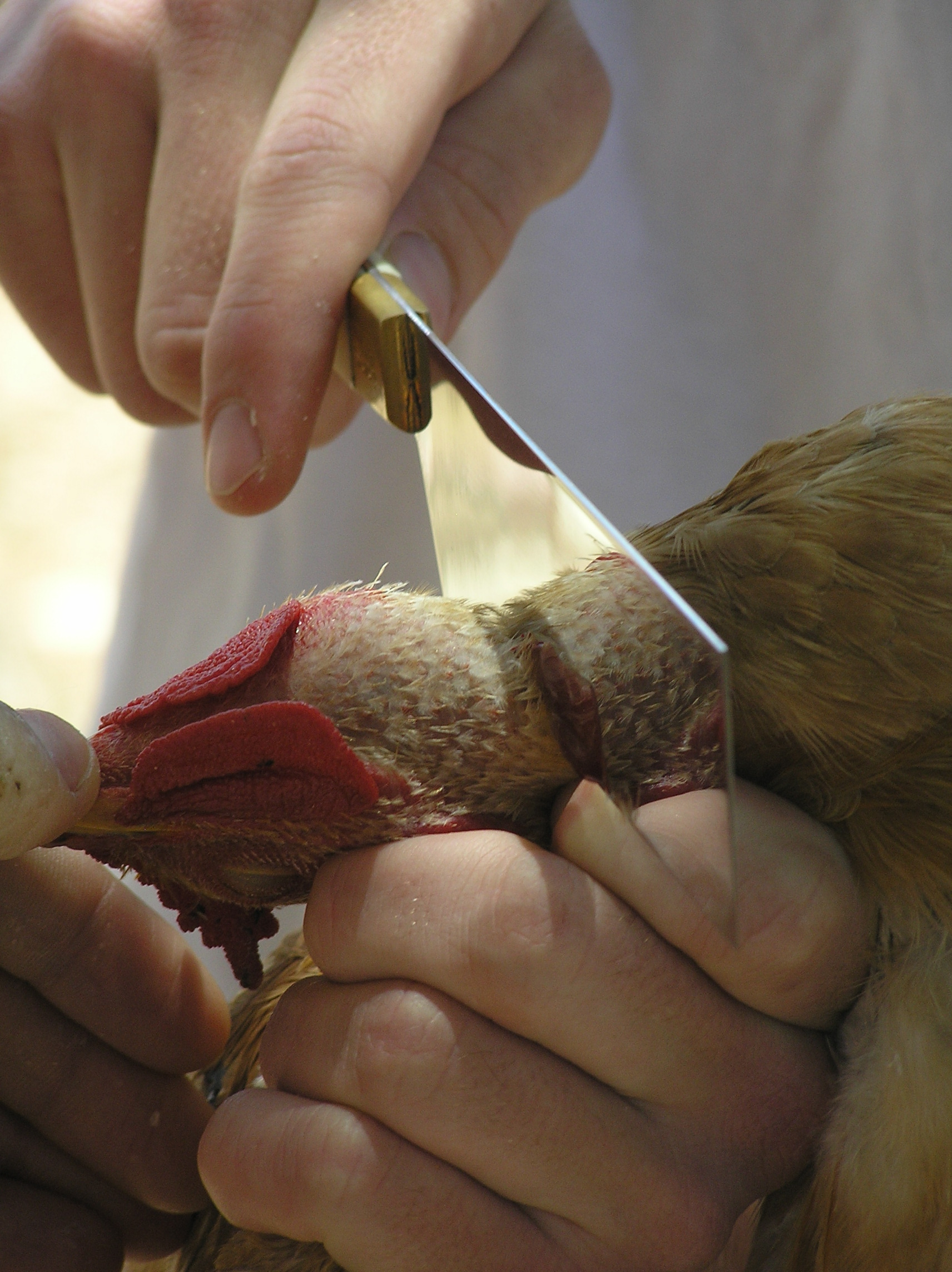
Skäktning av en kyckling

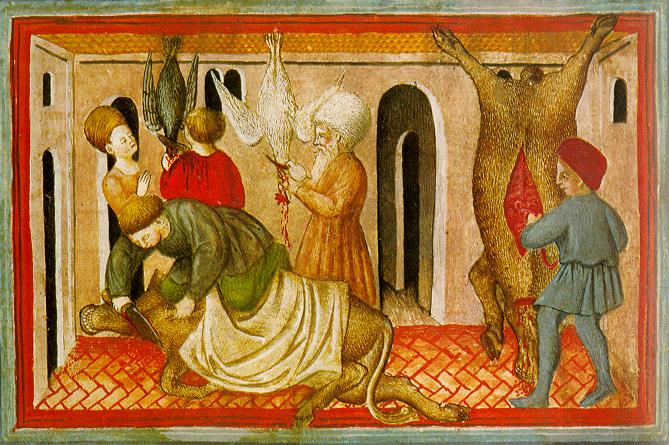
Shechita och bedikah

Skäktning är en slaktmetod föreskriven inom judendom (kosherslakten) och islam (halalslakten). I båda fallen avlivas djuret genom att halspulsådrorna skärs av med kniv.
Judisk och muslimsk lag förbjuder att en spetsig kniv som sticks in i köttet används, varför i stället en lång, vass kniv används för att skära igenom halsens mjukdelar varvid flera strukturer som löper lodrätt i halsen delas (luftstrupen, matstrupen, två stora karotida artärer,  två stora vener samt vagusnerven). Genom de avskurna stora halsblodkärlen förblöder djuret.
Efter slakt som utförts korrekt enligt den judiska metoden och som klarat en granskning,  bedikah (inspektion för vidhäftningar) är djuret kosher (annars är det treif). Efter slakt enligt den muslimska metoden är djuret halal (annars är det haram). Metoden är av vikt för rättrogna judar och muslimer eftersom de endast får äta kött som är kosher respektive halal.
Skäktningen blev kontroversiell i Europa i slutet av 1800-talet till följd av dels en ökad medvetenhet för djurskyddsfrågor, dels antisemitiska strömningar. Idag är metoderna förbjudna i flera länder med hänvisning till djurskyddet medan de i andra länder som USA, England, Skottland och Sydafrika är tillåtna och skyddas av lagstiftning som värnar om religionsfrihet.

## Etymologi
Ordet skäktning kommer från tyskans schächten, som i sin tur har sitt ursprung i jiddisch shekhtn. Shekhtn är ett lånord i jiddisch från hebreiskans shehittah (שחיטה), som betyder slakt. En shohet är en judisk slaktare. Ordet kom in i tyska språket i samband med schächten-debatterna, och likaså in i svenskan med skäktningsdebatterna där.
Muslimsk slakt kallas för dhabīḥah (ذَبِيْحَة) eller dzabh (uttalas zzabhihah eller zzabh).  Ordet är besläktad med den hebreiska ordet zebhahh (offer).
Engelskan använder den hebreiska ordet shehitah direkt eller ritual slaughter som täcker både judisk shechita och muslimsk dhabiha

## Utförande
Kosherslakt och halalslakt har olika regelverk och vissa skillnader finns.

### Kosherslakt
Med shechita måste shoheten, slaktaren, få specialutbildning och måste kunna regelverk och källorna för dessa förutom att vara from och observant angående alla judiska religiösa levnadsregler. Slaktaren examineras och får en speciell licens. Licensen utfärdas av en rabbin och är giltig endast under denna rabbins jurisdiktion. Slaktare arbetar i par vid slakt av däggdjur; en shohet utför snittet och den andra inspekterar kniven före och även efter slakt av varje djur för att kontrollera att kniven inte har fått det minsta hack och därvid göra kosherslakten ogiltig.
Enligt de judiska shechitalagarna får inte djuret utsättas för åtgärder som till exempel att köttet rivs. En generell princip inom judendomen är att känna medlidande för och att aktivt ingripa för att reducera tza'ar ba'alei hayim (djurens själsliga plågor). Slaktmetoden får inte ändras så att ökad smärta eller plågor uppstår. En av grundprinciperna i skäktning är omedelbarhet, det vill säga, att inget uppehåll eller dröjsmål paus får inträffa. Att använda bultpistolsbedövning bryter mot denna princip, varför många poskim anser att bedövning i samband med skäktning är förbjuden. Även muslimska tolkare av sharialagen gör liknande utlåtanden.
Halssnitt
När halssnittet utförs skärs bland annat halspulsådern och halsblodådern av och blodet tappas ur kroppen. Vanlig slakt utfört av icke-judar och icke-muslimer innebär att endast jugularvenerna (ibland bara en) sticks med en spetsig kniv. Stickning av djur vid vanlig slakt i Sverige görs genom så kallat bröststick. Kniven förs in i främre bröstaperturen från den ventrala vinkeln (halsgropen) och riktas något snett uppåt (mot ryggen). Härigenom avskäres de stora kärlstammarna som utgår från hjärtat utan att brösthålan öppnas.
Innan man utför halssnittet i den judiska metoden shechita, görs ett prov för att upptäcka eventuella hack på kniven genom att slaktaren för fingernageln längs knivens egg. Samma prov genomförs efter slakten. Har ett hack upptäckts, är djuret inte kosher. Kniven som användas, som heter halaf av ashkenazim och saqin av sefardim, har inte någon spets utan knivens form är fyrkantig, Stickning – det vill säga att föra en spetsig kniv in i djurets kött är förbjudet. Slaktkniven måste vara minst dubbel så lång som djurets hals är bred. Tre olika längder för knivarna finns: för fåglar, för mindre djur (får, getter) och för nötkreatur. Kniven är rakbladsvass och rak. Inget tryck får användas på kniven och slaktaren får inte vila ett finger på knivryggen. 
En inspektion genomförs efter slakt för att upptäcka eventuella vidhäftningar i lungväggarna. Utan detta kan inte djuret förklaras som kosher. 
Ischiasnerven
Vid koscherslakt godkänns inte köttet från bakkroppen om inte ischiasnerven är borttagen. Jordbruksverkets rapport anger att judar inte får äta bakdelar av djuren, andra menar, med hänvisning till 1 Mos:32:32, att det är ischiasnerven och dess förgreningar som inte får ätas.
Proceduren att avlägsna nerven kallas nikur och porging på yiddish. Den som utför arbetet kallas mennaker på yiddish. Arbetet är tidskrävande och dyrt. Ekonomiska förhållanden gjorde att arbetet inte kunde utföras tillräckligt noggrant för att godkänns som kosher och i länder utanför Israel säljs bakdelarna på den öppna marknaden. Eftersom bakdelarna är den dyraste delen av djuret, kan shechita, den judiska slakten subventioneras. Seden att sälja bakdelarna till icke-judar (kristna och muslimer) är mycket gammal.
Weinbergtrumma
Den ursprungliga slaktmetoden kallas shehitah menuhat (vilande) då djuret ligger på rygg. På grund av invändningar från veterinärer insisterade man att man använder en roterande trumma Weinbergtrumma, där djuren spänns fast och roteras före slakten för att tappa av blodet. Weinbergtrumma som används för andra vetinäringrepp har nu förbjudits i Storbritannien och där slaktas djuren stående.

### Halalslakt
För att köttet ska räknas som halal krävs att slaktaren är muslim. Han eller hon måste ha sett till att djuret har tillgång till hö och vatten före slakten. När slaktmomentet är igång måste slaktaren vända djuret mot Mecka, säga att slakten sker i Guds namn och skära av halspulsådern under struphuvudet.

### Medvetslöshet
Forskaren Temple Grandin har uttalat sig på detta vis om hur medvetslöshet inträder: 
"Jag har också iakttagit att vissa shohtim var bättre än andra i sin förmåga att orsaka medvetslöshet inom en mycket kort tid. Alla snitt utfördes korrekt, från en religiös synpunkt, men vissa shohtim var mer biologiskt effektiva. Ett snabbare utfört snitt var mer effektivt än ett snitt som gjorts saktare. Hos de bästa shohtim, ger djuret inte ifrån sig ett ljud och rycker inte till, och faller medvetslös inom åtta till tio sekunder."
Enligt Encyclopaedia Brittanica har djurskyddsorganisationer tolkat reflexmässiga muskelryckningar efter skäktning, efter att djuret är dött som plågor.

## Historia

### Skäktningsdebatter i Europa
Skäktningsdebatterna på 1800-talet kom till som ett resultat av att när människorna flyttade till städerna, byggdes stora slakthus som då var oreglerade. Bedövning vid slakt infördes för att skydda slakthuspersonal och för att upprätta hygieniska förhållande för arbetarna och för köttet. 

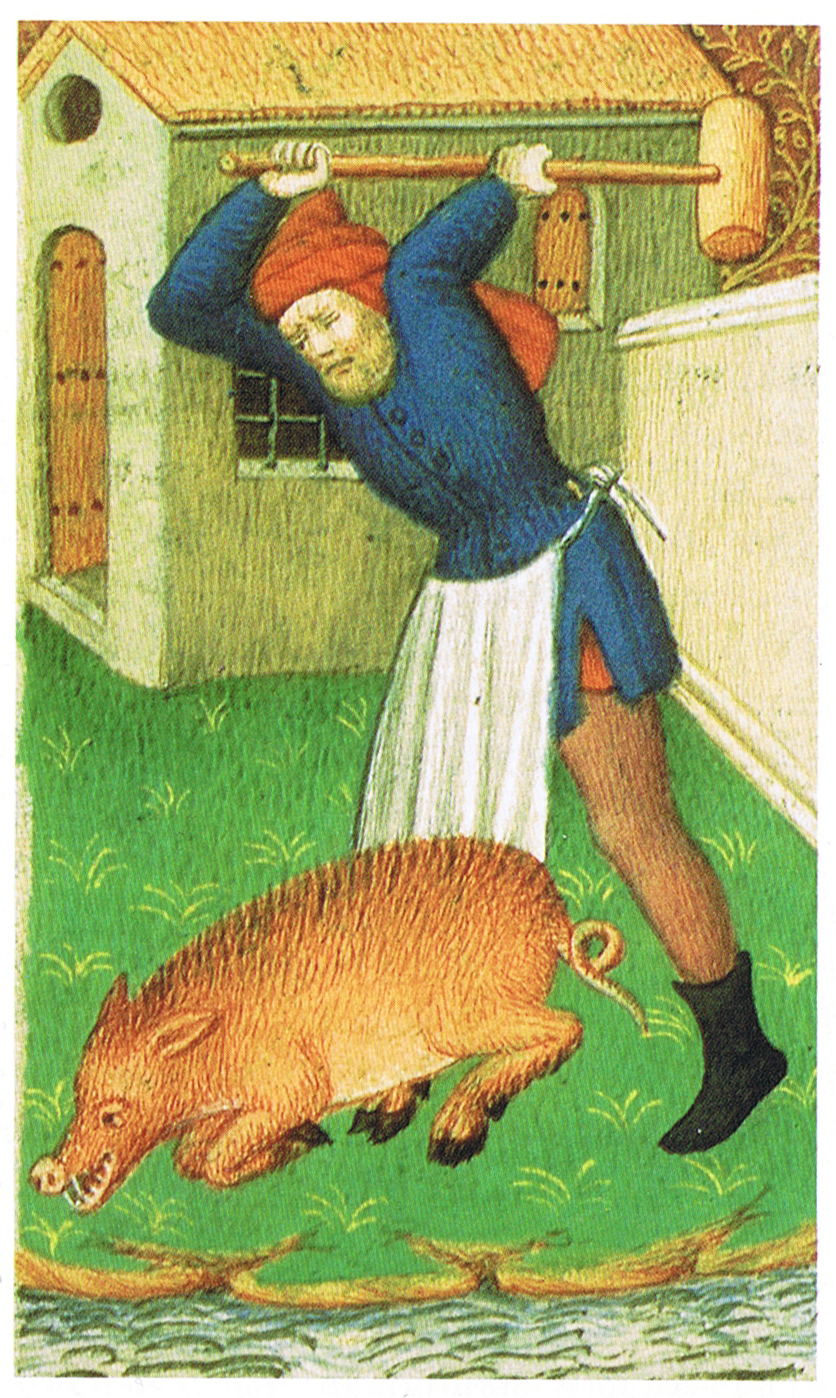
Medeltida slakt av tamsvin.

Européer har sedan länge använt bedövning med slägghammare eller slaktyxa innan djuret sticks med kniv för att tappa av blodet. Djurskyddsföreningar började argumentera för att sådan bedövning skulle föregå blodtappning även vid religiös slakt.
Så småningom utvecklades olika typer av slaktmasker och senare, under 1900-talet infördes även bultpistolen. Med de nya förbättrade bedövningsmetoderna gjorde sig de djurvänliga strömningarna alltmer gällande med krav på bättre djurskydd.
Antisemitiska föreningar som hade kommit till stånd tog tag i skäktningsfrågan, och tillsammans med veterinärer och djurskyddsföreningar drev man en kampanj för att förbjuda skäktning genom lagstiftning.

Efter folkomröstningen för att ta ställning till att förbjuda skäktning i hela Schweiz skrev Frankfurter Zeitungs Berlinkorrespondent den 22 augusti 1893: "När man granskar saken närmare och bedömer de människor som förordar och försvarar petitionerna mot shechita, kan man inte undvika slutsatsen att det som vi bevittnar i Schweiz är antisemitism som använder humanitärianismen som täckmantel. Denna antisemitism söker att vinna över för sin sak sentimentala människor som inte känner till något om ämnet djurslakt, men som, när de en gång vunnits över, utnyttjas för att demonstrera hur stor oppositionen till judarna är." Förbudet fördes in i Schweiz grundlag och Schweiz var det första land som förbjöd skäktning.

### Effektiva förbud mot skäktning
Förbud mot slakt utan föregående bedövning, vilket förhindrar skäktning, infördes i Schweiz 1893, Norge 1929 och Sverige 1937. Alla europeiska förbud (förutom restriktionerna som infördes i Polen 1936) undvek att nämna shechita eller judar vid namn och följde Schweiz ordalydelse att bedövning måste föregå avblodning. Vid denna tid innebar bedövning att slaktyxa eller slakthammare användes förutom slaktmask.
Skäktningsförbud infördes i Tyskland 1933 en månad efter Hitler kommit till makten samt Ungern och Italien 1938. Italien under Mussolini hade lagstiftning för att skydda skäktning, men efter förbundet med Nazityskland infördes raslagar som även innefattade ett skäktningsförbud. Restriktioner beträffande shechita infördes 1936 i Polen som fastställt ett kvot om antal djur som skulle slaktas av judiska slaktare sedan man upptäckt att stora mängder kött såldes till icke-judar och man ville införa en kvot för att ge arbetstillfällen till polacker. En månad efter Hitlers invasion i Polen 1939 förbjöds skäktning helt, och straffet i lagen för skäktning var vistelse i koncentrationsläger. Frankrike och Nederländerna följde efter under 1940 och förbud infördes i alla Naziockuperade länder men togs bort av de allierade när dessa områden befriades.

## Politisk utveckling idag

Lagliga krav för skäktning Europa:
Bedövning krävs inte
Bedövning efter avskärning krävs
Samtidig bedövning krävs
Förskuren bedövning krävs
Skäktning förbjudet
Inga data

Lagliga krav för skäktning runt om i världen:
Bedövning krävs inte
Bedövning efter avskärning krävs
Samtidig bedövning krävs
Förskuren bedövning krävs
Skäktning förbjudet
Inga data

### Europa
Effektivt förbud mot slakt av stora djur som inte avlivas utan föregående bedövning finns på Island, i Nederländerna, Norge, Schweiz och Sverige. Det nederländska parlamentet röstade så sent som i augusti 2011 för att bedövning före slakt ska bli obligatoriskt, även vid religiös slakt. Schweiz tillåter skäktning endast för fjäderfä. Förbudet mot religiös slakt utan att djuret bedövas trädde i kraft i Danmark i februari 2014. Danmarks jordbruksminister Dan Jørgensen uttalade att "djurens rättigheter står över religion". År 2017 förbjöds kosher- och halalslakt i belgiska Vallonien.
Lettlands förbud togs bort 2009 då en ny slaktlag introducerades som tillåter kosher- och halalslakt, för att möjliggöra export av halal-köttprodukter till Sverige.
Nya Zeeland har infört förbud mot skäktning, men detta togs bort för att se hur domstolsprocessen utvecklas. Se stycket Nya Zeeland härunder.
2010.
Ett stort antal länder har lagstifting för att skydda judisk och muslimsk slakt.
Ett av dessa länder är Finland som tillåter så kallad post-stunning. I Schweiz blev skäktning förbjudet i samband med en folkomröstning även om katolska präster uppmanade att rösta emot förbudet.

### EU
Jordbruksverkets rapport 1992 angående slakt av obedövade djur angav främst två skäl varför inga undantag skulle ges för judisk religiös slakt i Sverige; Att djuren utsattes för emotionell stress och ångest samt att ca 50% av köttet som slaktas genom judisk slakt säljs på den öppna marknad. "Den emotionella stress och ångest som djuren sannolikt erfar under den för skäktning nödvändiga infängslingen, fixeringen av huvudet, samt under själva snittet strider mot denna bestämmelse." Eftersom bakdelar från kosherslaktade djur skulle kunna komma att säljas på öppna marknaden befarade verket att många konsumenter, ”som av djurskyddshänsyn, eller av andra skäl, starkt motsätter sig religiös slakt” skulle tvingas äta skäktat kött, ”oinformerade om ursprunget och mot sin övertygelse”."
Kritik mot jordbruksverkets rapport kom från flera håll. De judiska och muslimska samfund påpekade att Jordbruksverkets veterinärer betonade stress och ångest under religiös slakt, men däremot inte tänkte på att djuren också utsattes för stress och ångest under vanlig industriell slakt.
Temple Grandin påpekade att den enda invändning som veterinärerna gjorde var mot fixerings och hanteringsmekanismer (dvs att själva avlivningssättet, som i USA:s Humane Slaughter Act definieras som en human metod, och har behandlats utförligt många gånger i litteraturen, inte blev kritiserad.) Regenstein påpekade att förekomsten av kosherkött på den öppna marknaden kunde hanterats genom markering eller etikettering.
Europaparlamentet röstade i maj 2009  för ett ändringsförslag som skulle innebära att enskilda medlemsländer inte längre får ha bestämmelser om att djur ovillkorligen ska vara bedövade innan slakt. Eftersom parlamentet endast är rådgivande i dessa frågor kunde EU:s jordbruksministrar vid rådsmötet den 22 juni 2009 mot rekommendationerna besluta att enskilda medlemsländer får behålla de djurskyddsregler som de redan har om de är strängare än EU-förordningens bestämmelser. För Sveriges del innebar detta ingen lagändring.

### Nya Zeeland
Under den nya Commercial Slaughter Code (slaktregelverk för handel) som blev lag 28 may 2010 fanns inte längre ett undantag för judar och muslimer att använda skäktning som slaktmetod. I augusti 2010 har förbudet upphävts tills juridiska förhandlingarna avslutas i vilka Nya Zeelands judiska församling har stämt Jordbruksministern.
En överenskommelse har kommit till stånd genom förhandling i Nya Zeelands Högsta Domstol (High Court) där skäktning av fjäderfä får göras i fortsättning. Förhandlingar angående slakt av lamm fortsätter. (November 2010)

## Bedövning i svensk lagstiftning
Paragraf 14 i djurskyddslagen i Sverige lyder: "Husdjur skall vid slakten vara bedövat när blodet tappas av. Andra åtgärder vid slakten får inte vidtas innan djuret är dött."
Bedövningens syfte är bland annat att förebygga smärta och lidande under snittning av halsen och bedövningens effekt gör det även möjligt att avbloda djuret utan att placera det i en fasthållningsanordning under längre tid.

### Lagens tillkomst
Under senare delen av 1800-talet började förespråkare för djurskyddet i Sverige att inrikta uppmärksamheten på att stävja den omfattande djurmisshandel som förekom vid den tiden hos svenska bönder och vidare önskade de skydda djuren från ett onödigt lidande i samband med slakt.
Redan före sekelskiftet gjordes försök i Sveriges riksdag att införa en svensk djurskyddslag. Frågan om bedövning vid slakt var föremål för riksdagens behandling vid flera tillfällen, dock utan åtgärd. En framställning om lagstiftning 1925 ledde till att ett förslag till slaktlag (prop. 1927:85) lades fram. I förslaget fanns möjlighet till dispens, med särskild tanke på "den judiska slaktmetoden, men frågan förföll eftersom riksdagen inte kunde enas.
Djurskyddsvännernas arbete resulterade så småningom i att en svensk slaktlag godkändes 1937, lagen (1937:313) angående slakt av husdjur, som bland annat innebar att djur inte fick avlivas utan föregående bedövning. Den första djurskyddslagen i Sverige, lagen (1944:219) om djurskydd, trädde i kraft den 1 januari 1945 i vilken bestämmelserna i slaktlagen från 1937 inarbetades. När slaktlagen stiftades 1937 gällde den inte fjäderfä och kaniner, men 1988 tillkom en skärpning av lagen och dessa djurslag lades då till. 

### Religiös opposition
Efter införandet av slaktlagen 1937 har skäktningsdebatter pågått och krav har framförts av judar och muslimer beträffande upphävande av förbudet mot slakt utan bedövning. (Judar och muslimer hävdar att skäktning är i sig en form av bedövning som inte har visat sig vara sämre än andra metoder.) Motioner i samma ärende har av politiker även lämnats till riksdagen , men hittills har ingen ändring gjorts i djurskyddslagen.

### Följder av Sveriges skäktningsförbud för praktiserande judar och muslimer i Sverige
Djurskyddslagen har till följd att all kosher- och en viss del av halalslaktat kött importeras till Sverige. Innan Sveriges inträde i EU, fick judar en dispens från att betala dåvarande importavgift på kött eftersom inget kött fick slaktas i Sverige som religiösa judar kunde äta. Med Sveriges inträde i EU, löstes denna fråga då tullarna försvann.
Skäktningsförbudet i Sverige gör att svenska judar inte har tillgång till färskt kött eller fågel i samma utsträckning som i de flesta EU länder. Ytterligare en effekt av förbudet är att judar i Sverige inte kan producera kött- eller fågelprodukter för försäljning inom landet eller för export. 
Den judiska lagen säger att färskt kött och fågel måste konsumeras inom tre dagar efter slakten. Köttet märks med den hebreisk bokstav som motsvarar veckodagen då djuret slaktades: alef för söndag, beth för måndag, gimmel för tisdag osv. Kött som inte tillagats inom denna tid är inte längre kosher. Den korta tidsramen gör att Sverige drabbas hårdare än många andra länder som också förbjuder skäktning i och med att Sverige inte angränsar till något land där skäktning är tillåtet varvid en effektiv gränshandel inte är möjlig.
Många muslimer äter djur som slaktas i Sverige och som bedövas innan slakt, medan andra endast vill äta importerat kött och fågel som slaktats utan bedövning. Enligt Mohammad Fazlhashemi, muslim och professor i idéhistoria vid Umeå universitet accepterar idag (2012) de flesta praktiserande muslimer bedövning innan man börjar skära i djuret som halal.